# Перший сержант

Нашивка першого сержанта армії США

Шеврон першого сержанта корпусу морської піхоти США

Нашивка першого сержанта армії Сінгапуру

Пе́рший сержа́нт (англ. First Sergeant) — військове звання сержантського складу Збройних сил США та деяких інших країн.

## Збройні сили України
В збройних силах України відповідником званню першого сержанта є військове звання «головний сержант», яке замінило звання старшина (згідно закону України № 205-IX від 17 жовтня 2019 року, який щодо нових звань набуває чинності 01 жовтня 2020 року).

## Збройні сили США
В армії США перший сержант (1SG) займає восьму ступень військової ієрархії (E-8), вище військового звання сержанта першого класу та нижче за військове звання сержант-майор.
У Корпусі морської піхоти США, перший сержант (1stSgt) знаходиться на один рівень вище за командор-сержанта і на один рівень нижче за сержант-майора та старшого командор-сержанта. Ранг еквівалентний з військовим званням майстер-сержант, хоча два звання мають різні обов'язки. Перший сержант має відповідальність радника командира, як старшого серед сержантського складу підрозділу, а на майстер-сержанта, в основному, покладаються технічні обов'язки.
У Військово-повітряних силах США, перший сержант не є званням, але це спеціальний службовий обов'язок, який покладається на старших серед сержантського складу у військових частинах, який підпорядковується безпосередньо командиру частини. Ця посада з оплатою по класах від E-7 по E-9 (майстер-сержант, старший майстер-сержант і головний майстер-сержант), і позначається на знаках розрізнення ромбом (відомий у розмовній мові, як «Алмаз»).

## Збройні сили Сінгапуру
В збройних силах Сінгапуру військове звання першого сержанта є вищим за військове звання другий сержант та нижче за штаб-сержант.